# او-۱۶۷ (کریگس‌مارینه)
زیردریایی یو-۱۶۷ (۱۹۴۲) (به انگلیسی: German submarine U-167 (1942)) یک زیردریایی بود که طول آن ۷۶٫۷۶ متر (۲۵۱ فوت ۱۰ اینچ) و ارتفاع آن ۹٫۶ متر (۳۱ فوت ۶ اینچ) بود. این زیردریایی در سال ۱۹۴۲ ساخته شد.